# Federico Simonetti
Federico Simonetti (Buenos Aires, 6 de julio de 1978), conocido como Fede Simonetti, es un periodista, conductor, guionista y humorista argentino, uno de los más importantes comediantes de stand up de la Argentina.
También es un conocido periodista que trabajó en investigaciones en Canal 7 de Buenos Aires y el periódico Página/12, conductor del programa de radio Alerta Urgente, por Vale 97.5, y creador del programa web País de Boludos.

## Biografía
Hijo de una familia de clase media de Buenos Aires muy politizada en plena dictadura militar argentina, con un padre peronista y una madre integrante de la UCR, Federico "Fede" Simonetti terminó la secundaria en el Colegio Nacional de Buenos Aires e inició la carrera de periodismo en el Taller Escuela Agencia (TEA).
Es pareja de la humorista argentina Connie Ballarini.

## Carrera

### En periodismo
Como periodista, Federico Simonetti fue conductor de varios programas de radio y participó como columnista de varios ciclos, además de trabajar en investigaciones en el Canal 7 de Buenos Aires y en el periódico Página/12.
Cuando Simonetti hacía periodismo en el programa Huella Digital del Canal 7 de Buenos Aires, sufrió la censura del ministro kirchnerista Julio de Vido, por investigaciones periodísticas que realizó sobre la hidrovía y Aerolíneas Argentinas. Así, renunció a su puesto en el canal y declaró: “No me sumaría a un proyecto con el cual no estoy de acuerdo ideológicamente”.

### En radio
Formó parte del programa La inmensa minoría, en Radio con Vos.
Actualmente trabaja en el programa Alerta Urgente, en Vale 97.5.
También está al frente del programa Desayuno Intermitente, transmitido por el canal argentino de streaming Blender.

### Comediastand up
Simonetti comenzó haciendo humor en radio y en la década de 2000 se subió por primera vez a un escenario para hacer comedia stand up, cuando aún en Argentina se tenía poca información sobre este género, convirtiéndose en uno de los principales exponentes de la comedia stand up argentina.
La comedia de Fede Simonetti es de un estilo único que combina la crítica corrosiva a la política y la sociedad con el humor negro. Así, Simonetti intenta por medio de su comedia analizar criticamente las relaciones de poder.
Como humorista de monólogos, es autor de 8 unipersonales (por ejemplo, Sólo política) y con más de 15 años de carrera en el género, grabó tres veces para Comedy Central Latinoamérica y realizó giras por Europa, Uruguay, Chile y toda la Argentina.
En 2020, fue uno de los humoristas argentinos que actuó en el documental Puede ser gracioso, que fue dirigido por Juan Ignacio Gorelik y Florencia Román Facciano.

### En cine y series
Fede Simonetti actuó en un documental y una serie:
- Puede ser gracioso (2020);[9][10]
- Cosmos 181 (2023).

## País de Boludos
El 3 de septiembre de 2017 Federico Simonetti presentó por primera vez el programa web País de Boludos (PDB), un programa de humor sobre política transmitido por vía de YouTube con formato de noticiero. PDB cuenta con más de 209.000 suscriptores.
PDB es un proyecto colectivo autogestionado que es basado fundamentalmente en tecnologías digitales y que se sustenta mediante la aportación directa del público, de ingresos generados en YouTube y publicidades directas. La propuesta del programa es generar un contenido que brinde información sobre la actualidad política argentina desde una perspectiva de humor.
El equipo de PDB está conformado por once miembros. Los miembros originales son:
- Federico Simonetti, Ivana Szerman y Nicolás Guthmann (conducción y el guion);
- Julián Urman (guion y música);
- Romina Scalora y Violeta Weber (guion);
- Eric Lakner (realización, luces y edición);
- Héctor Raggio (realización y luces);
- Belén Luna y Juan Bautista Selva (edición);
- La Vieja Flores (diseño gráfico);
- Minco (guion y música);
- Dora Schoj (edición, diseño gráfico y producción);
- Agustina Colombo y Javier Sendra (producción).

Actualmente, Nicolás "Nico" Guthmann e Ivana Szerman están en proyectos propios.